# Åsa, Dalsland
Åsa är en sjö i Bengtsfors kommun i Dalsland och ingår i Göta älvs huvudavrinningsområde.